# 薛万均
薛 万均（せつ ばんきん、生没年不詳）は、中国の唐の軍人。雍州咸陽県の出身。本貫は河東郡汾陰県。

## 経歴
薛世雄の子として生まれた。隋の大業末年に薛世雄が涿郡太守となると、薛万均と弟の薛万徹は父に従って幽州にあり、武人として羅芸と親交を結んだ。羅芸とともに唐に帰順し、上柱国となり、永安郡公に封ぜられた。
ときに竇建徳が衆十万を率いて范陽に攻めてくると、羅芸はこれを迎え撃とうとした。薛万均は「衆寡敵せず、いま出て戦っても百戦百敗します。計略を使って勝利すべきです」といった。そして弱兵に城を背中に川を向こうにした陣を布かせて敵を誘い、薛万均は自ら精鋭の騎兵を率いて城の左に隠れた。竇建徳の軍の半分が川を渡ったところで、薛万均はその騎兵で攻撃し、竇建徳の大軍を大いに破った。翌年、竇建徳が衆二十万を率いて攻めてくると、兵が城壁に取りついたところを、薛万均と薛万徹は決死の士百人を地下道から出し、その背後を襲撃すると、竇建徳の軍は驚いて潰走した。
李世民が劉黒闥を平定すると、薛万均を召し出して右二護軍とした。柴紹が梁師都を討ったとき、薛万均を副将とし、薛万徹もまた従軍した。朔方から数十里のところで、突厥の兵が集まってくると、唐軍の本隊は後退し、薛万均の兄弟は突厥軍に横撃を加えて、これを撃破した。突厥軍が逃亡すると、唐軍は梁師都を包囲した。諸将は城が堅固で下すことができないと見ていたところ、薛万均は「城中の士気は地に落ちており、鼓の音さえ聞こえません。落城の兆しです」と言った。はたして敵は梁師都を斬って降伏してきた。薛万均は功績により左屯衛将軍に任ぜられた。
李靖の下で吐谷渾を討つこととなり、沃沮道行軍副総管に任ぜられた。軍を青海に進め、薛万均と薛万徹はおのおの百騎を率いて先行した。薛万均は敵と出会うと単騎で猪突し、向かうところ敵なしであった。帰還して「賊は与しやすし」と諸将に豪語した。また進撃して数千の首級を得て、武勇は三軍に冠した。追撃して積石山にいたり、赤水源で吐谷渾の天柱王の軍を破り、河源・図倫磧をめぐって帰還し、李靖と青海で合流した。本衛大将軍に転じた。
また侯君集の副将として高昌を攻撃し、麴智盛を降した。潞国公に進封された。ときに高昌の婦女の財産を侵奪したという訴えを起こされたが、許された。のちに事件に連座して獄に下され、憂憤のうちに没した。太宗李世民はかれの死を驚き悼んで、昭陵に陪葬させた。

## 伝記資料
- 『旧唐書』巻69 列伝第19「薛万均伝」
- 『新唐書』巻94 列伝第19「薛万均伝」